# Budu Zivzivadze
Budu Zivzivadze (gruzínsky: ბუდუ ზივზივაძე; * 10. března 1994) je gruzínský profesionální fotbalista, který hraje na pozici útočníka za německý klub 1. FC Heidenheim a gruzínský národní tým.

## Mládí
Budu Zivzivadze se narodil 10. března 1994 v Kutaisi v Imeretii Kachovi Zivzivadzemu a Rusudaně Gegešidze, má jednu starší sestru. Byl pojmenován na počest svého dědečka, který zemřel v mladém věku.
Jako dítě, než ho pohltil fotbal, hrál šachy a navštěvoval taneční kurzy.

## Klubová kariéra
Ve věku 8 let vstoupil do fotbalové školy Imedi v Kutaisi. Během prvních dvou let byl záložníkem.
V roce 2011 přestoupil do Dinama Tbilisi. Během čtyř sezón v tomto klubu hrál především za rezervní tým účastnící se Erovnuli Ligy 2. S 23 vstřelenými góly v 21 zápasech za Dinamo-2 v sezóně 2013/14 se stal nejlepším střelcem. Profesionální debut v seniorském týmu si odbyl 11. září 2014 ve venkovním zápase proti Metalurgi Rustavi jako náhradník ve druhém poločase.
V roce 2015 se Zivzivadze přesunul do špičkového klubu Samtredia, kde prokázal své střelecké schopnosti a sehrál klíčovou roli při zisku historicky prvního mistrovského titulu. Útočník byl vyhlášen nejlepším hráčem sezóny 2016.
V lednu 2017 podepsal smlouvu s dánským klubem Esbjerg fB, ale až do roku 2018, kdy byl zapůjčen do Dinama Tbilisi, toho moc neodehrál. Ve svém staronovém klubu si vedl velmi dobře, ve všech soutěžích vstřelil 28 gólů. Zivzivadze se podělil o cenu pro nejlepšího střelce s Giorgim Gabedavou. Zároveň byl zařazen do symbolického týmu sezóny. Po návratu do Esbjergu bylo 29. ledna 2019 oznámeno, že klub opouští, tentokrát natrvalo, poté, co byla jeho smlouva ukončena po vzájemné dohodě.
O dva dny později bylo oznámeno, že se znovu připojil k Torpedo Kutaisi. Zivzivadze byl vyhlášen nejlepším hráčem Erovnuli Liga 2 poté, co v devíti zápasech vstřelil osm gólů. Kvůli finančním problémům Torpeda trvalo jeho druhé působení v tomto týmu pouze šest měsíců.
V červenci 2019 podepsal smlouvu s týmem Mezőkövesd hrajícím Nemzeti Bajnokság I.
Dne 11. února 2022 byl Zivzivadze zapůjčen Fehérvárem do Újpestu do konce sezóny.
Dne 31. ledna 2023, poslední den zimního přestupového období 2022/23, podepsal Zivzivadze smlouvu s klubem Karlsruher SC hrajícím 2. Bundesligu do roku 2025. Jeho smlouva s Fehérvárem měla vypršet v létě.
Během své druhé sezóny v Karlsruheru vstřelil dvanáct gólů ve 30 ligových zápasech a stal se druhým nejlepším střelcem týmu po Igoru Matanovićovi. Hráč vylepšil svou vlastní bilanci v sezóně 2024/25, kdy stejný počet gólů vstřelil za 17 zápasů, což z něj udělalo nejlepšího střelce ligy v polovině sezóny.
Dne 3. ledna 2025 přestoupil Zivzivadze do bundesligového klubu 1. FC Heidenheim, kde podepsal čtyřletou smlouvu. Svůj gólový účet otevřel 9. března při remíze 1:1 na hřišti Hoffenheimu.

## Reprezentační kariéra
Svůj debut za gruzínskou reprezentaci si odbyl 23. ledna 2017 v přátelském utkání proti Uzbekistánu. Svůj první gól za seniorskou reprezentaci vstřelil 25. března 2022 při přátelské výhře 1:0 nad Bosnou a Hercegovinou.
Dne 21. března 2024 se Zivzivadze podílel na výhře 2:0 nad Lucemburskem v play-off kvalifikace na Mistrovství Evropy ve fotbale 2024, která týmu nakonec pomohla poprvé v historii postoupit na Mistrovství Evropy. Nakonec byl povolán i na závěrečný turnaj a zúčastnil se dvou zápasů.

## Osobní život
Je ženatý s Nini Kvernadze. Jejich dcera se narodila v období pandemie covidu-19. Z tohoto důvodu ji Budu nemohl vidět do jejích šesti měsíců.

## Statistiky

### Klubové
Platí k zápasu hranému 17. května 2025.
| Klub                       | Sezóna            | Liga                | Liga   | Liga | Národní pohár | Národní pohár | Kontinentální | Kontinentální | Ostatní | Ostatní | Celkově | Celkově |
| Klub                       | Sezóna            | Soutěž              | Zápasy | Góly | Zápasy        | Góly          | Zápasy        | Góly          | Zápasy  | Góly    | Zápasy  | Góly    |
| -------------------------- | ----------------- | ------------------- | ------ | ---- | ------------- | ------------- | ------------- | ------------- | ------- | ------- | ------- | ------- |
| Dinamo-2 Tbilisi           | 2012/13           | Erovnuli Liga 2     | 19     | 14   | ―             | ―             | —             | —             | —       | —       | 19      | 14      |
| Dinamo-2 Tbilisi           | 2013/14           | Erovnuli Liga 2     | 21     | 23   | ―             | ―             | —             | —             | —       | —       | 21      | 23      |
| Dinamo-2 Tbilisi           | 2014/15           | Erovnuli Liga 2     | 10     | 10   | ―             | ―             | —             | —             | —       | —       | 10      | 10      |
| Dinamo-2 Tbilisi           | Celkově           | Celkově             | 50     | 47   | ―             | ―             | —             | —             | —       | —       | 50      | 47      |
| Dinamo Tbilisi             | 2014/15           | Erovnuli Liga       | 1      | 0    | ―             | ―             | —             | —             | —       | —       | 1       | 0       |
| Torpedo Kutaisi            | 2014/15           | Erovnuli Liga       | 8      | 0    | 2             | 0             | —             | —             | —       | —       | 10      | 0       |
| Samtredia                  | 2015/16           | Erovnuli Liga       | 29     | 16   | 5             | 2             | ―             | ―             | —       | —       | 34      | 18      |
| Samtredia                  | 2016              | Erovnuli Liga       | 14     | 13   | 2             | 1             | 2             | 1             | —       | —       | 18      | 15      |
| Samtredia                  | Celkově           | Celkově             | 43     | 29   | 7             | 3             | 2             | 1             | ―       | ―       | 52      | 33      |
| Esbjerg                    | 2016/17           | Superligaen         | 7      | 0    | 2             | 1             | ―             | ―             | —       | —       | 9       | 1       |
| Esbjerg                    | 2017/18           | 1. division         | 4      | 0    | ―             | ―             | —             | —             | —       | —       | 4       | 0       |
| Esbjerg                    | Celkově           | Celkově             | 11     | 0    | 2             | 1             | ―             | ―             | —       | —       | 13      | 1       |
| Dinamo Tbilisi (hostování) | 2018              | Erovnuli Liga       | 35     | 22   | 3             | 4             | 2             | 2             | —       | —       | 40      | 28      |
| Torpedo Kutaisi            | 2019              | Erovnuli Liga       | 20     | 13   | 1             | 0             | —             | —             | 1       | 0       | 22      | 13      |
| Mezőkövesd                 | 2019/20           | Nemzeti Bajnokság I | 32     | 8    | 6             | 2             | —             | —             | —       | —       | 38      | 10      |
| Fehérvár                   | 2020/21           | Nemzeti Bajnokság I | 31     | 9    | 4             | 3             | 3             | 0             | —       | —       | 38      | 11      |
| Fehérvár                   | 2021/22           | Nemzeti Bajnokság I | 12     | 2    | ―             | ―             | 2             | 0             | —       | —       | 14      | 2       |
| Fehérvár                   | 2022/23           | Nemzeti Bajnokság I | 10     | 1    | ―             | ―             | 6             | 6             | —       | —       | 16      | 7       |
| Fehérvár                   | Celkově           | Celkově             | 53     | 12   | 4             | 3             | 11            | 6             | —       | —       | 68      | 21      |
| Újpest (hostování)         | 2021/22           | Nemzeti Bajnokság I | 12     | 11   | 2             | 0             | —             | —             | —       | —       | 14      | 11      |
| Karlsruher SC              | 2022/23           | 2. Bundesliga       | 10     | 1    | —             | —             | —             | —             | —       | —       | 10      | 1       |
| Karlsruher SC              | 2023/24           | 2. Bundesliga       | 30     | 12   | 1             | 0             | —             | —             | —       | —       | 31      | 12      |
| Karlsruher SC              | 2024/25           | 2. Bundesliga       | 18     | 12   | 2             | 2             | —             | —             | —       | —       | 20      | 14      |
| Karlsruher SC              | Celkově           | Celkově             | 58     | 25   | 3             | 2             | —             | —             | —       | —       | 61      | 27      |
| Heidenheim                 | 2024/25           | Bundesliga          | 15     | 2    | ―             | ―             | 2             | 0             | ―       | ―       | 17      | 2       |
| Celkově v kariéře          | Celkově v kariéře | Celkově v kariéře   | 338    | 169  | 30            | 15            | 17            | 9             | 1       | 0       | 386     | 193     |

### Reprezentační
Platí k zápasu hranému 23. března 2025.
| Národní tým | Rok     | Zápasy | Góly |
| ----------- | ------- | ------ | ---- |
| Gruzie      | 2017    | 2      | 0    |
| Gruzie      | 2018    | 2      | 0    |
| Gruzie      | 2021    | 4      | 0    |
| Gruzie      | 2022    | 7      | 3    |
| Gruzie      | 2023    | 8      | 2    |
| Gruzie      | 2024    | 11     | 3    |
| Gruzie      | 2025    | 2      | 0    |
| Celkově     | Celkově | 36     | 8    |

#### Reprezentační góly
Skóre a výsledky Gruzie jsou vždy zapsány jako první. Góly Buda Zivzivadzeho jsou zvýrazněny.
| Gól | Datum           | Místo                                              | Soupeř              | Skóre | Výsledek | Soutěž                                            |
| --- | --------------- | -------------------------------------------------- | ------------------- | ----- | -------- | ------------------------------------------------- |
| 1.  | 25. března 2022 | Bilino Polje, Zenica, Bosna a Hercegovina          | Bosna a Hercegovina | 1:0   | 1:0      | Přátelský zápas                                   |
| 2.  | 5. června 2022  | Huvepharma Arena, Razgrad, Bulharsko               | Bulharsko           | 3:1   | 5:2      | Liga národů UEFA 2022/23                          |
| 3.  | 9. června 2022  | Toše Proeski Arena, Skopje, Severní Makedonie      | Severní Makedonie   | 1:0   | 3:0      | Liga národů UEFA 2022/23                          |
| 4.  | 25. března 2023 | Adjarabet Arena, Batumi, Gruzie                    | Mongolsko           | 6:1   | 6:1      | Přátelský zápas                                   |
| 5.  | 12. září 2023   | Ullevaal Stadion, Oslo, Norsko                     | Norsko              | 1:2   | 1:2      | Kvalifikace na Mistrovství Evropy ve fotbale 2024 |
| 6.  | 21. března 2024 | Národní stadion Borise Paičadzeho, Tbilisi, Gruzie | Lucembursko         | 1:0   | 2:0      | Kvalifikace na Mistrovství Evropy ve fotbale 2024 |
| 7.  | 21. března 2024 | Národní stadion Borise Paičadzeho, Tbilisi, Gruzie | Lucembursko         | 2:0   | 2:0      | Kvalifikace na Mistrovství Evropy ve fotbale 2024 |
| 8.  | 9. června 2024  | Stadion Pod Goricom, Podgorica, Černá Hora         | Černá Hora          | 3:1   | 3:1      | Přátelský zápas                                   |

## Úspěchy
Samtredia
- Erovnuli Liga: 2016

Torpedo Kutaisi
- Gruzínský Superpohár: 2019

Individuální
- Gruzínský fotbalista roku: 2016
- Nejlepší střelec Erovnuli Ligy: 2016, 2018